# Џејн Менделсон
Џејн Симон Менделсон (енгл. Jane Simone Mendelsohn, 1965) је америчка књижевница. Њени романи су познати по митским темама, поетским сликама и алегоријским садржајима, као и темама женског и личног оснаживања. Менделсонов роман I Was Amelia Earhart (Ја сам била Амелија Ерхарт) био је међународни бестселер 1996. године и био је у ужем избору за Женску награду белетристику.

## Позадина и лични живот
Менделсон је рођена у Њујорку, као ћерка психијатра и историчара уметности. Похађала је школу Horace Mann у Њујорку, а дипломирала је на Универзитету Јејл 1987, са похвалом, Phi Beta Kappa. Похађала је правни факултет Јејла годину и по пре него што је започела каријеру писца/новинара. У својим двадесетим радила је као асистент књижевног уредника у The Village Voice и као тутор на Универзитету Јејл. Менделсон је удата и живи у Њујорку са супругом, редитељем Ником Дејвисом, и две ћерке, Лили и Грејс.

## Новинарство
Менделсонове рецензије књига и друго новинарство појавили су се у The New York Times, The London Review of Books, The New Republic, The Guardian, The Yale Review, Lit Hub и другим публикацијама.

## Новеле
- I Was Amelia Earhart (Била сам Амелија Ерхарт) (1996)
- Innocence (Невиност) (2000)
- American Music '('Америчка музика) (2010)
- Burning Down the House (Спаљивање куће) (2016)

Менделсонов дебитантски роман, I Was Amelia Earhart (Ја сам била Амелија Ерхарт), говори о измишљеном извештају о данима који су претходили и после нестанка легендарне авијатичарке Амелије Ерхарт и њеног навигатора у току лета 1937. Књига се 14 недеља 1996. појављивала на листи најпродаванијих New York Times и изазвала је широку критику, а многи рецензенти су се дивили поетским и митским квалитетима књиге. Мичико Какутани је у New York Times написала: „У овом лирском првом роману... гђа. Менделсон је одлучила да користи голе обрисе авијатичарског живота као арматуру за поетску медитацију о слободи, љубави и лету... Добијени роман... призива дух митске личности, док стоји самостално као снажно замишљено дело фикције. Госпођа Менделсон своју причу уноси снагом бајке”.  Дафне Меркин је написала у The New Yorker да се роман „појављује као сребрни бљесак на оловном небу савремене фикције. То је застрашујуће и деликатно нагађање...Менделсон је врста писца који оштрицу узима као свој свет, а не обрнуто: њена књига оцртава мали простор за себе у коме ће живети, а затим испуњава овај простор сенковитим мрљама, мрљама светлих боја и областима које изгледа да је прозни еквивалент беле боје. Њен роман је, заиста, прожет визуелним ефектима... Његов тихи ваздух запрепашћења даје сјај новости свему што дотакне.„  Роман је био књижевна сензација  и ушао је у ужи избор за Женску награду за белетристику 1997. године.
Innocence (Невиност), објављена 2000. године, такође је добила позитивне критике. Прича о пунолетству Бекетове, тинејџерке чија је мајка погинула у трагичној несрећи; Борећи се истовремено са овим губитком, налетом очигледних самоубистава у њеној новој школи и значајем њеног првог периода, Бекетова се заплиће у мрачни, мистериозни свет у коме су лепота и младост све, а мрачне силе ће ићи до крајњих граница да задржати их. Рецензенти су се дивили алегоријским квалитетима готичке хорор приче и поезији писања,  док су други читали књигу као директну жанровску фикцију. The Village Voice је написао: „Невиност је нека врста Розмарине бебе која се каналише преко Џеј Ди Селинџера...То је грациозан, обмањујући тинејџерски трилер који је необично повезан са емоционалним радом младог лика, и, у исто време, књига некога ко јасно разуме трикове због којих се странице Стивена Кинга окрећу.” Kirkus Reviews је такође похвалио књигу: „Позивајући се на низ аналога који фаворизују поп-културне хероине Алисе у земљи чуда, Чаробњака из Оза, Лолите и Ноћи вештица, Менделсон изолује своју смелу хероину тако страшно кроз ретке пасусе и ненасељени свет да чак најбесмисленије претње искачу из оквира покрета да би подстакле врисак чисте параноје. Обавезно читање за свакога ко мисли да су се тинејџери данас надували од права: гримизна фантазија у којој одрасли и одрасло доба нису глупи укоченици већ агенти незамисливог зла.” 
American Music (Америчка музика), објављена 2010. године, говори о Милу, ветерану рата у Ираку са ПТСП-ом, и Хонор, његовом соматском терапеуту. Кроз низ визија, које обузимају обоје сваки пут када се додирну, они откривају породичну причу која се одвија кроз историју и повезана музиком. Похвале за књигу биле су скоро универзалне, а многи критичари похвалили су Менделсона за њен прогањајући и лирски стил и њене способности приповедања. The New York Times Book Review је рекао да је American Music редефинисала жанр вишегенерацијске породичне приче: „Захтевна, дирљива, разорна, америчка музика је прича испричана у блиставим сликама... Како нешто тако танко може покрити толику земљу? Ова ширина се постиже низом упечатљивих утисака који прате причу о породици, историју Америке 20. века и еволуцију америчке музике...То је сведочанство Менделсонове вештине да она може да декодира цео живот на слици.”  Рон Чарлс је написао у The Washington Post, „Роман о моћи прича...Какав задивљујући приповедач може бити Менделсон. Изузетно је добра у постављању сцена брзо и изазовно, одмах подижући ликове до којих нам је стало и увлачећи нас у њихове сукобе... Романтична прича о романтичним причама, пуна љубави и чежње, очаја и усамљености, и повезаности једне жене са свима њима... [Менделсон] пише оне врсте љупких, мудрих фраза које ће вас натерати да подвучете пасусе. Кејт Кристенсен је написала у главној рецензији за Elle: „Непретенциозан, покретљив, интелигентан и свеж...Инвентиван, страствен, садржајан роман чија је главна тема сама љубав и чија је споредна тема, музика, емоционални, смислени контрапункт. Попут грофа Бејсија и његовог оркестра, ова књига се љуља.” Дона Симан дала је књизи рецензију Booklist са звездицом, написавши: „У њеним изузетним, психолошки течним романима, стварно и замишљено се стапају док Менделсон тестира моћ прича да нас дефинишу, воде, а понекад и униште. Њен трећи роман је замршена слагалица прогањајућих, далекосежних, тајно повезаних љубавних прича...Сваки миље је сензуално изведен, док музика, посебно џез, служи као уједињујућа сила и кључ за преживљавање епске жеље и губитка.”  Менделсон тренутно адаптира роман у мјузикл, који је наручио Амерички репертоарски театар у Кембриџу, Масачусетс.
Burning Down the House, Менделсонова најновија књига, о ривалству и тајнама богатог клана некретнина у Њујорку, објављена је 2016. Донна Сеаман дала је рецензију роману на листи књига, написавши: „Са прекрасним, грозничаво маштовитим описима психе њених измучених ликова и окружењима у распону од Менхетна до Истанбула до Лаоса, Менделсон, пророк, заслепљујући и шокантан, ствара вртлог трагичних промашаји и злочини“.  Ендрју Соломон, добитник National Book Critics Circle Award за своју публицистичку књигу Far From the Tree (Далеко од дрвета), приметио је проницљивост романа, написавши: „Са својим разорним оком за детаље који говоре, њеним увек продорним увидом и њеном тихом духовитошћу, Џејн Менделсон је написао књигу за векове, изванредно истраживање људске сујете и рањивости, моћи и обесправљености, луксуза и туге. Њено писање је и затегнуто и бујно, њени рањени ликови и екстравагантни и аутентични, њена прича велика, али интимна. Ово је књижевност првог реда.”

## Награде
- 1997 - Женска награда за белетристику, ужи избор, I Was Amelia Earhart
- 1998 - Даблинска књижевна награда, дуга листа, I Was Amelia Earhart